# Planet of the Humans
El Planeta de los Humanos (en inglés: Planet of the Humans) es un documental de 2019 escrito, dirigido, y producido por el estadounidense Jeff Gibbs, con el respaldo de Michael Moore, que es también el productor ejecutivo. Moore lo colgó en YouTube para poder verlo gratis el 21 de abril de 2020, víspera del 50.º aniversario del primer Día de la Tierra.
La tesis básica del documental es que la energía verde no puede solucionar el problema del agotamiento de los recursos provocado por la Humanidad, ya que el planeta Tierra es finito. La película argumenta que las fuentes de energía verde, incluyendo la eólica, la solar, y la biomasa no son en realidad ni renovables ni sostenibles. La película ha sido descalificada por algunos miembros del movimiento ecologista por anticuada y engañosa.

## Producción y contenido

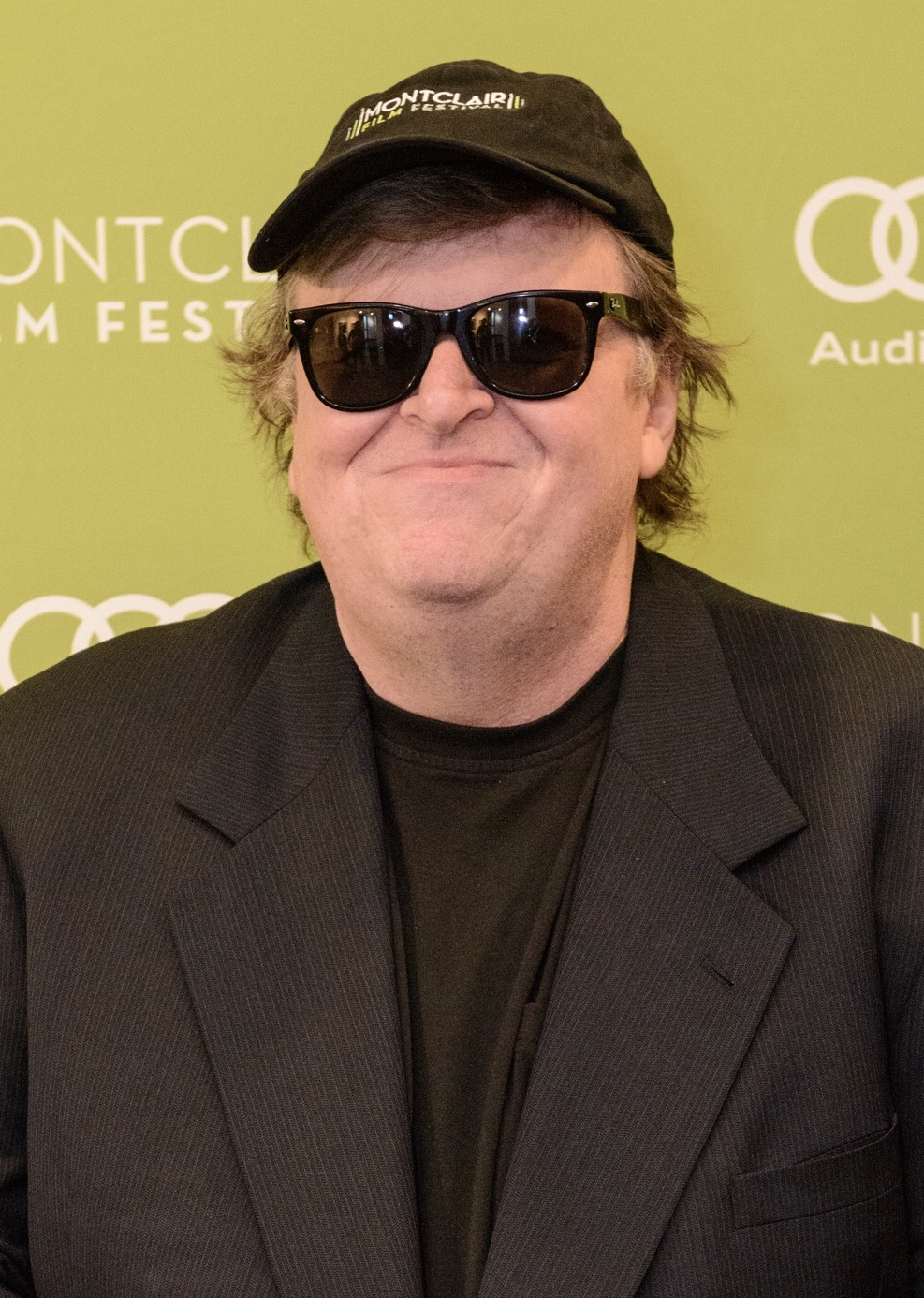
Michael Moore

El equipo formado por Michael Moore, Jeff Gibbs, y Ozzie Zehner dirigió y produjo el documental. Su contenido consiste en grabaciones relacionadas con la energía, entrevistas a pie de calle, entrevistas formales y material de archivo sobre empresarios y líderes medioambientales. El metraje incluye imágenes de satélite del cielo nocturno de Estados Unidos, la construcción de una turbina eólica, una feria solar, un parque eólico en construcción, una planta solar propiedad de Lansing Power and Light Company, la planta solar Ivanpah, instalaciones de bioenergía y eventos públicos donde intervienen líderes medioambientales. Las entrevistas en eventos públicos fueron realizadas por un equipo de cámaras acreditados como New World Media. Estas entrevistas fueron precedidas por una serie de entrevistas formales con Richard Heinberg, Ozzie Zehner y la antropóloga Nina Jablonski. La voz en off para gran parte de la película fue hecha por Jeff Gibbs.

## Publicación
La película se estrenó en julio de 2019 en el Traverse City Film Festival (TCFF). El 21 de abril de 2020, víspera del Día de la Tierra, Moore anunció que la película sería disponible gratuitamente en YouTube durante 30 días, periodo que más tarde fue prorrogado por otro mes debido al alto número de descargas.
En una entrevista durante el TCFF, Gibbs dijo que "no esperamos que la película sea un arranque cómodo para la conversación que necesitamos tener", sobre todo para aquellos que tratan las energías solar y eólica como "vacas sagradas."
El sitio web Films for Action inicialmente promovió el documental. Tras recibir protestas que acusaban a la película de estar plagada de desinformación, el sitio retiró su enlace al vídeo y publicó una declaración listando múltiples falsedades y errores, El 7 de mayo, Films for Action restauró el enlace al vídeo, expresando su preocupación por que "retirar la película (...) solo iba a generar titulares, más interés en la película, y posiblemente llevar a la gente a pensar que estamos tratando de 'tapar la verdad', dando a la película más poder y mística de la que merece".